# Casinaria coloradensis
Casinaria coloradensis là một loài tò vò trong họ Ichneumonidae.